# Andreas Reinicke
Andreas Reinicke (...) è un diplomatico tedesco.È stato il rappresentante speciale dell'unione Europea per il processo di pace in Medio Oriente sino al 31 dicembre 2013.

## Biografia
È stato nominato dal Consiglio dell'Unione europea il 23 gennaio 2012, su proposta dell'alto rappresentante UE per la politica estera e di sicurezza, Catherine Ashton. Il suo mandato è terminato il 31 dicembre 2013. Alberto Oggero, diplomatico italiano, è stato il rappresentante speciale aggiunto durante il suo mandato Helga Schmid, vicesegretario generale per gli affari politici del servizio diplomatico europeo (Servizio europeo di azione esterna) ha assunto il suo ruolo e funzioni.. L'ambasciatore belga Marc Otte ha ricoperto questo incarico sino al febbraio 2011 succedendo a Miguel Ángel Moratinos nel 2003.
Reinicke è stato anche l'inviato UE nel quartetto per il Medio Oriente. È stato assistito nel suo lavoro da un team specializzato di diplomatici europei (tra i quali Alberto Oggero, Gerhard Schlaudraff, William Hopkinsson).